# Concilio de Filipópolis
El Concilio de Filipópolis en 343, 344 o 347 dC fue el resultado de una disensión entre los obispos orientales arrianos presentes en el Concilio de Sárdica, que estando en minoría se retiraron para formar su propio concilio regional. Fueron liderados por Esteban de Antioquía y por el sucesor de Eusebio de Nicomedia, Acacio de Cesarea, y formaban un grupo conocido más tarde como "eusebianos".

## Historia
En Filipópolis (la actual Plovdiv, segunda mayor ciudad de Bulgaria), ellos anatemizaron el término consubstancialidad (homoousios, "una substancia"), lo que tuvo el efecto de excomulgar al papa Julio I y a los demás obispos rivales del Concilio de Sárdica (actual Sofía, capital de Bulgaria), además de introducir el término heterousianos o anomeos (del griego ἀνόμοιοι = "no similar", "diferente"). Como resultado, la controversia arriana se perpetuó en el tiempo, en lugar de ser resuelta, lo que era la intención original de los emperadores Constante I y Constancio II al convocar el Concilio juntamente con Julio II.